# 冥卫四

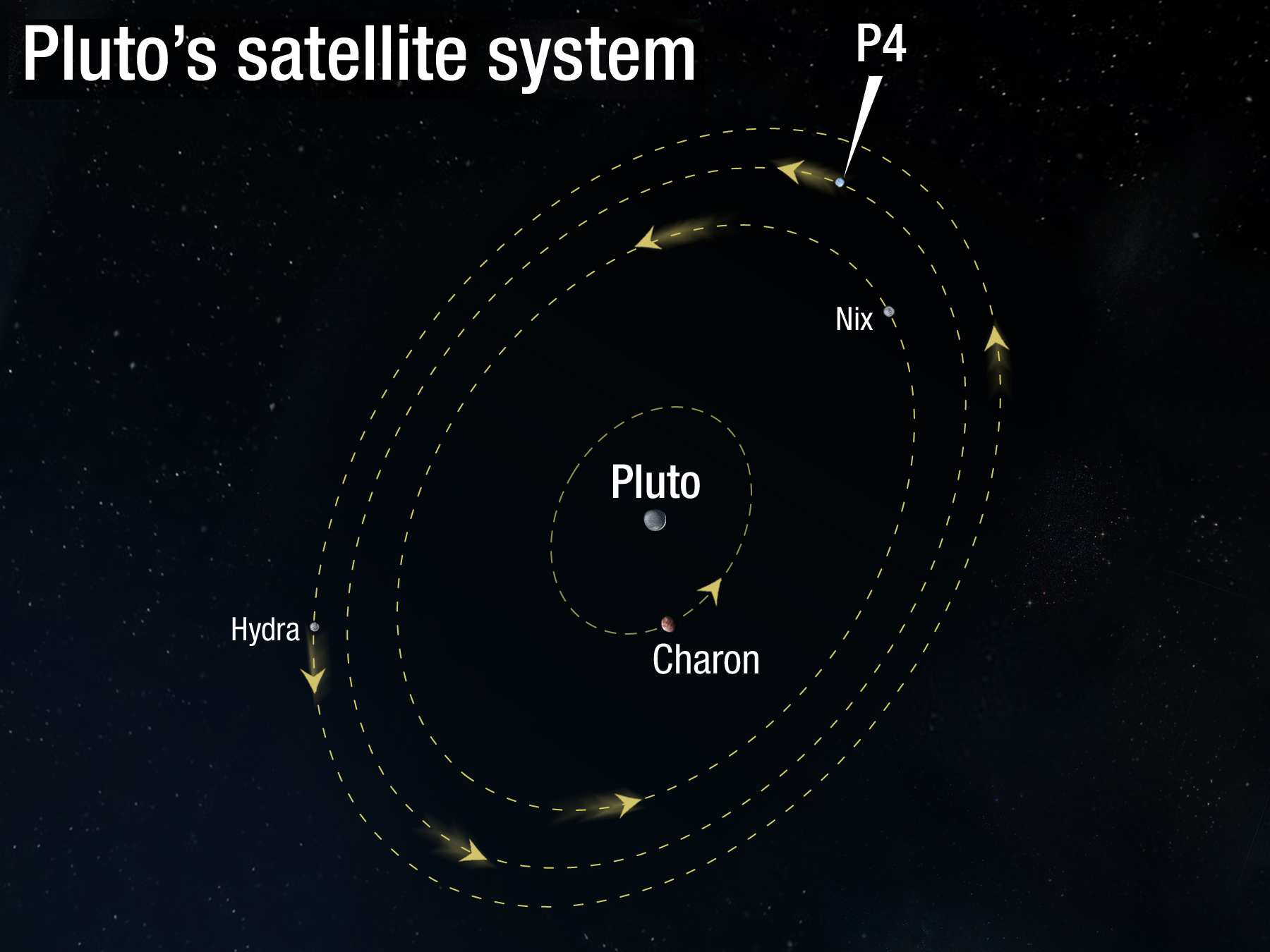
冥王星的四颗卫星

冥卫四（/ˈkɜːrbərəs/ ，编号S/2011 P 1、S/2011 (134340)1或P4）是冥王星的一颗小型卫星，于2011年6月28日首次发现，并于7月20日证实。它是自1978年发现冥卫一、2005年发现冥卫二与冥卫三后，冥王星已知的第四颗卫星。2013年7月2日，國際天文學聯合會宣布正式批准「科伯羅司」（Kerberos）這個名字作為S/2011 P 1的稱呼。

## 发现
2011年6月28日，哈勃空间望远镜的冥王星伴星搜寻小组（Pluto Companion Search Team）使用第三代广域照相机试图寻找冥王可能存在的行星环时，发现了冥卫四。在2011年7月3日与18日的再度观测后，2011年7月20日正式确认了它的卫星地位。此后，在对2006年2月15日与2010年6月25日哈勃拍摄的照片重新检查中也找到了冥卫四。它的亮度仅为冥卫二的10%，之前的拍摄由于曝光时间不足而未能发现它，此次搜寻小组进行了8分钟的曝光才得以发现其踪迹。

## 物理性质
冥卫四的直径估计约为13至34公里，这一估计是由几何反照率（geometric albedo，0.06至0.35）推算而来的。

## 轨道性质
目前的观测显示冥卫四的运行轨道为圆形的赤道轨道，轨道半径约为59000公里。其轨道位于冥卫二与冥卫三之间，以约32.1地球日的周期绕冥王星旋转。这一周期表明它与冥卫一间可能存在共振率为1:5的轨道共振，误差小于0.6%。由于冥卫二、冥卫三与冥卫一间都存在近共振（共振率分别1:4与1:6），因而还需要得到冥卫四轨道更为精确的数据，特别是得知其进动率之后，才能确定冥卫四与冥卫一间的这一关系与真正的共振间有多少相近之处。

## 起源
与冥王星的其他卫星一样，冥卫四被认为是来源于冥王星与另一柯伊伯带天体碰撞后的残骸，类似于形成月球的大碰撞说。

## 命名
冥卫四的正式名称由发现的小组在发现后数周提交给国际天文联合会。据小组组长马克·肖华特（Mark Showalter）说，名称会从希腊神话中与冥神哈底斯及冥府有关的名字中选取。
2013年7月2日，國際天文學聯合會宣布正式批准「科伯羅司」（Kerberos）這個名字作為冥卫四的正式名称。